# Animals as Leaders
Animals as Leaders är ett amerikanskt band inom genren instrumental progressiv metal. Det bildades av gitarristen Tosin Abasi 2007.
Bandet har räknats till den första generationens djent-band, men har själva beskrivit sig främst som metal-utövare. Musiken innehåller element av progressiv metal, jazz, progressiv rock och neoklacissistisk komposition. Bandet blandar gärna element från flera stilar i sina kompositioner. Deras användning av 8-strängade gitarrer är inspirerad av Meshuggah. Animals as leaders har varit tätt kopplade till metalbandet Periphery, vars medlemmar assisterat vid inspelningar eller deltagit i bandets konserer. På så sätt har de kunnat spela låtar som kräver elbas, men bandet har också gärna spelat helt utan basist och istället förlitat sig på det låga registret från de två 8-strängade elgitarrerna. Enligt musikprofessorn Robert G.H. Burns uppvisar bandet ett stort musikaliskt kunnande och virtuositet.

## Diskografi

### Studioalbum
- 2009 – Animals as Leaders, Prosthetic Records
- 2011 – Weightless, Prosthetic Records
- 2014 – The Joy of Motion, Sumerian Records
- 2016 – The Madness of Many, Sumerian Records
- 2022 – Parrhesia, Sumerian Records

### Singlar
- 2010 – "Wave of Babies"
- 2021 – "Monomyth"
- 2021 – "The Problem of Other Minds"
- 2022 – "Gordian Naught"

### Livealbum
- 2018 – Animals as Leaders - Live 2017